# Eva Cosculluela
Eva Cosculluela Quintín (Zaragoza, 1972) es una periodista cultural, crítica literaria, traductora y librera española.

## Trayectoria profesional
En 2004 fundó junto a Félix González la librería Los portadores de sueños en Zaragoza, uno de los centros de la actividad cultural aragonesa durante quince años. En 2012 obtuvo el Premio Nacional Librería Cultural, otorgado por CEGAL y el Ministerio de Cultura. El jurado, integrado por personalidades de la cultura como Ana Santos Aramburo, directora de la Biblioteca Nacional, o Almudena Grandes,  destacó «la creación de un espacio especialmente atractivo que implica a todos los sectores del libro y de la sociedad civil de Zaragoza y su continua tarea de dinamización cultural, de difusión de libro y de la lectura dentro o fuera del espacio físico de la librería».  Cuando la librería cerró en 2019, la prensa nacional lo recogió como una noticia trascendental para el mundo de la cultura. Autores como Fernando Aramburu expresaron su tristeza y reconocieron la labor de la librera: «La noticia, esta mañana, del cierre de la librería Portadores de sueños, en Zaragoza, me ha roto literalmente el día. Conozco el lugar y a quienes hasta hace poco lo regentaban, Eva Cosculluela y Félix Eloy González. Estuve allí en el otoño de 2016 firmando ejemplares de Patria. Otros compañeros de letras han presentado sus libros en el mismo local. Portadores de sueños recibió en 2012 el Premio Librería Cultural. Félix y Eva no se limitaban al comercio de libros. Sostenían bajo el techo de su local una intensa actividad cultural. Lo dicho, el cierre de la librería me ha pegado fuerte. […] Un día triste, un día doloroso, un palo». También Irene Vallejo reconoció la importancia de la librería y los libreros en su ensayo El infinito en un junco: «Eva y Félix me hablaron del esfuerzo de las librerías por tomar el testigo de las tertulias artísticas y literarias de los antiguos cafés, el deseo de que en ellas ocurran cosas. […] Cuando una guarida como Los Portadores de Sueños cierra sus puertas, experimentamos una soledad extrañamente desapacible».
Desde 2006 ejerce el periodismo cultural en distintos medios de comunicación, como ABC Cultural, Artes y Letras, Cadena SER (en el programa El Faro) o Cuadernos Hispanoamericanos, con artículos de crítica literaria y de divulgación cultural. También colabora con otros medios en su sección de opinión, como Heraldo de Aragón, o Aragón Televisión, en programas de actualidad como Aquí y ahora o de Historia como Vuelta atrás.
En sus artículos destaca su implicación con el feminismo y la visibilidad de las mujeres. Entre 2014 y 2018 publicó en Artes y Letras una serie de semblanzas de escritoras con el título «Instinto de librera». En 2016 fue una de las protagonistas del documental La ciudad de las mujeres, «un proyecto documental que posa su mirada sobre mujeres creadoras que desarrollan su trabajo y su vocación en la ciudad de Zaragoza».
En diciembre de 2021 Heraldo de Aragón la destacó como una de las cincuenta «actores y protagonistas del mundo cultural, empresarial, universitario y científico de Aragón»  que reflexionaban «sobre un año marcado por la incertidumbre y la esperanza» en el suplemento especial Perspectivas 2022.

## Labor asociacionista y gremial
Desde 2012 al 2018 dirigió la Asociación de Librerías de Zaragoza, organización gremial que aglutina las librerías de dicha ciudad, asumiendo el reto de aumentar su presencia en el entorno social y digital.
Desde 2015 a 2019 fue vicepresidenta de la Confederación Española de Gremios y Asociaciones de Librerías (CEGAL), una organización empresarial de carácter nacional que aglutina a las librerías de toda España.  

## Traducciones
- En casas ajenas. Lore Segal. Xordica, 2020. ISBN: 9788416461370
- La memoria de los animales. Claire Fuller. Impedimenta, 2024. ISBN: 978841958135
- El fervor. Alma Katsu. Nocturna, 2025. ISBN: 9788419680839
- Nuestros días serán infinitos. Claire Fuller. Impedimenta, 2025. ISBN: 9791387641054